# Pohřební tramvaj 152

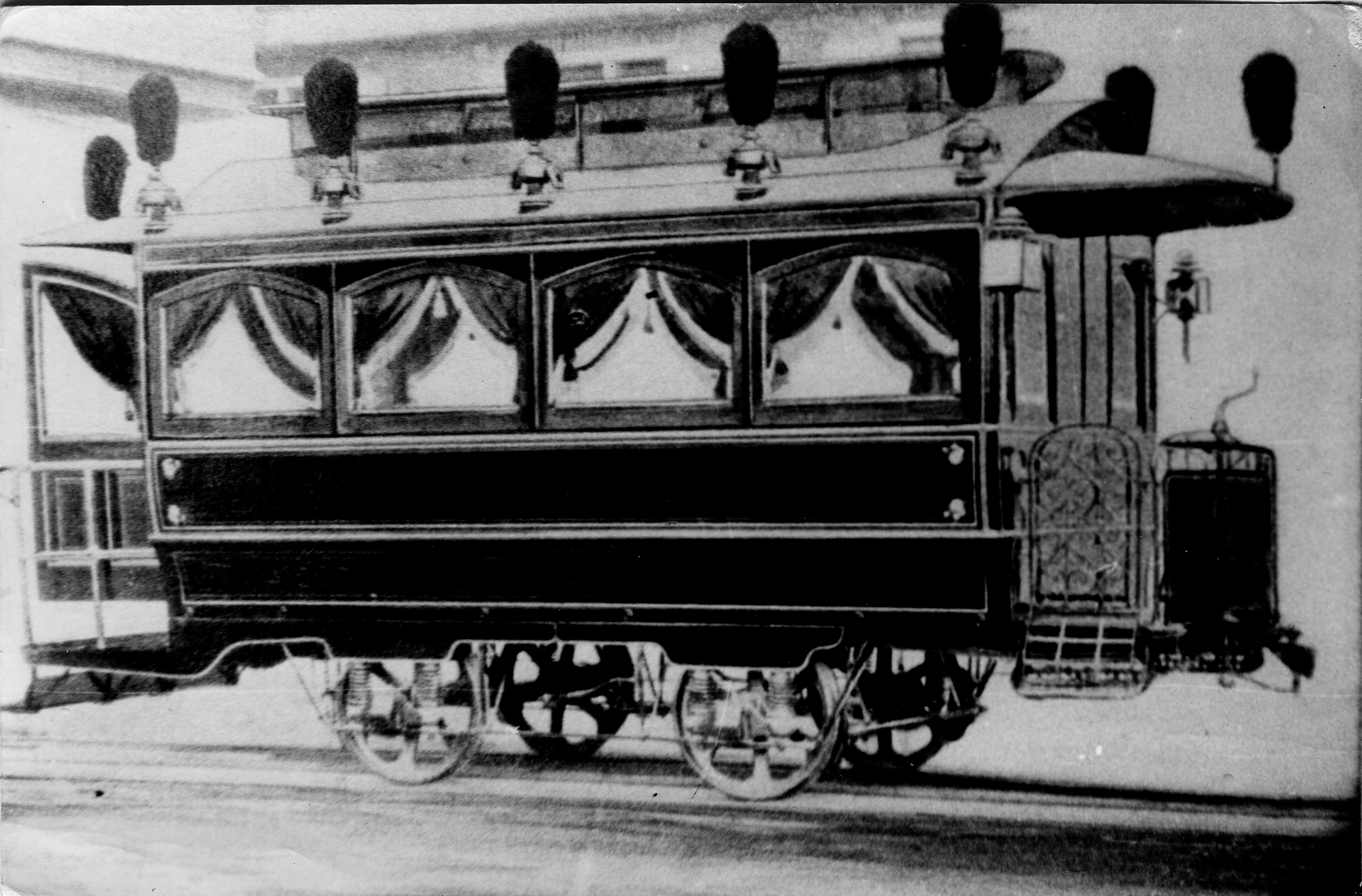
Pohřební vůz společnosti Lacroze jezdící v Buenos Aires mezi lety 1886 a 1900

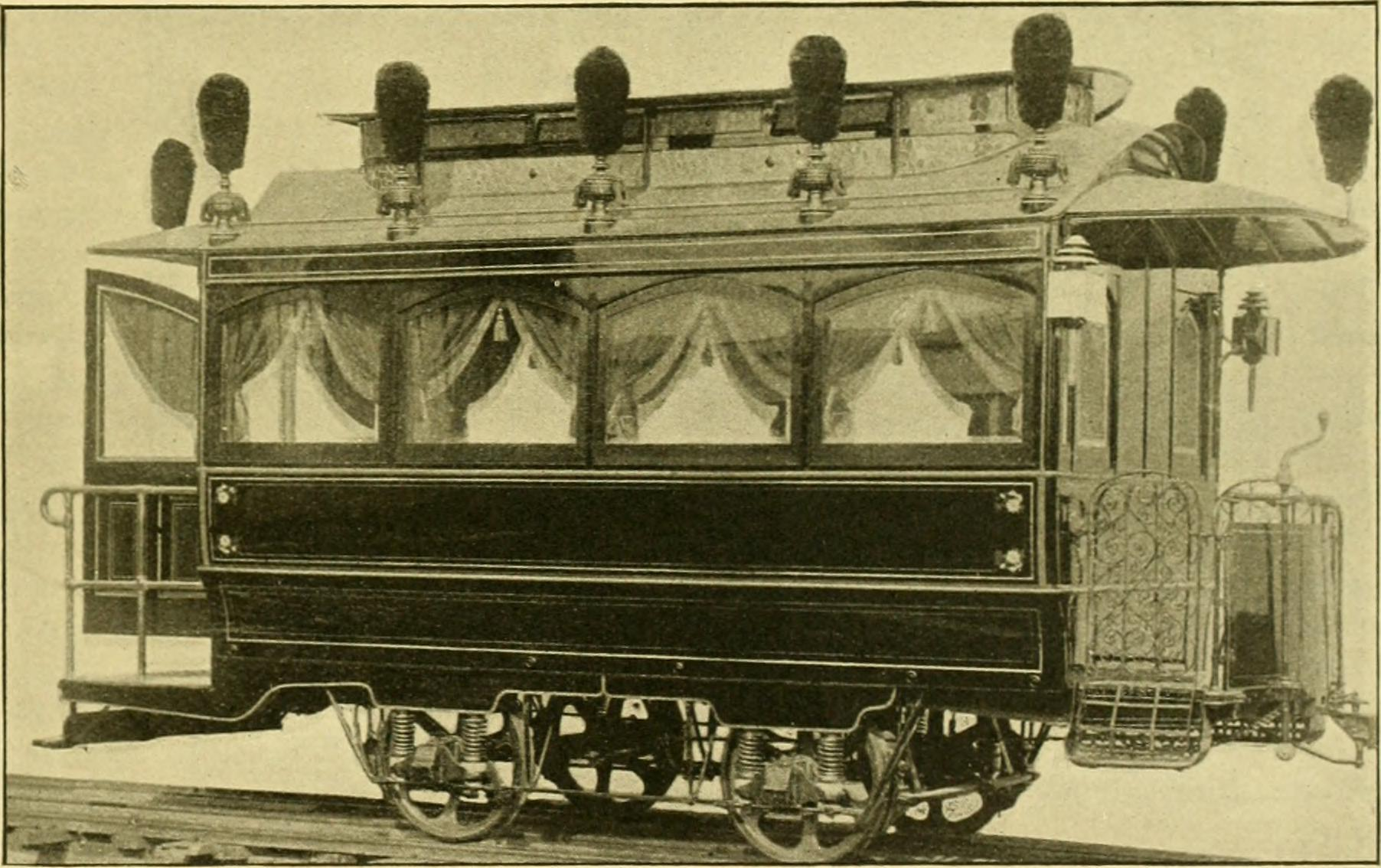
První elektrický pohřební vůz pouličních drah, USA, 1891

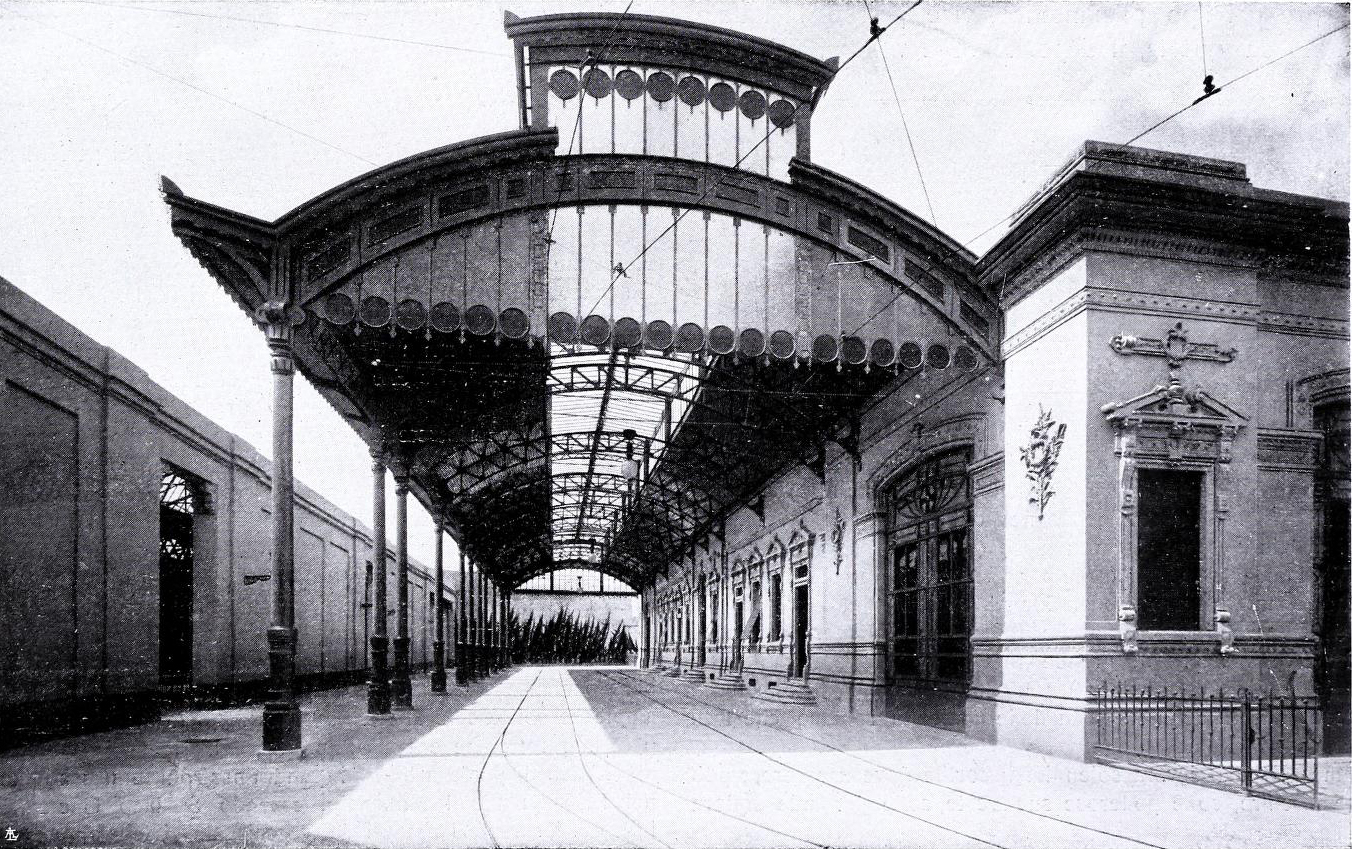
Baldachýnová pohřební stanice u Porta Romana v Miláně v roce 1907

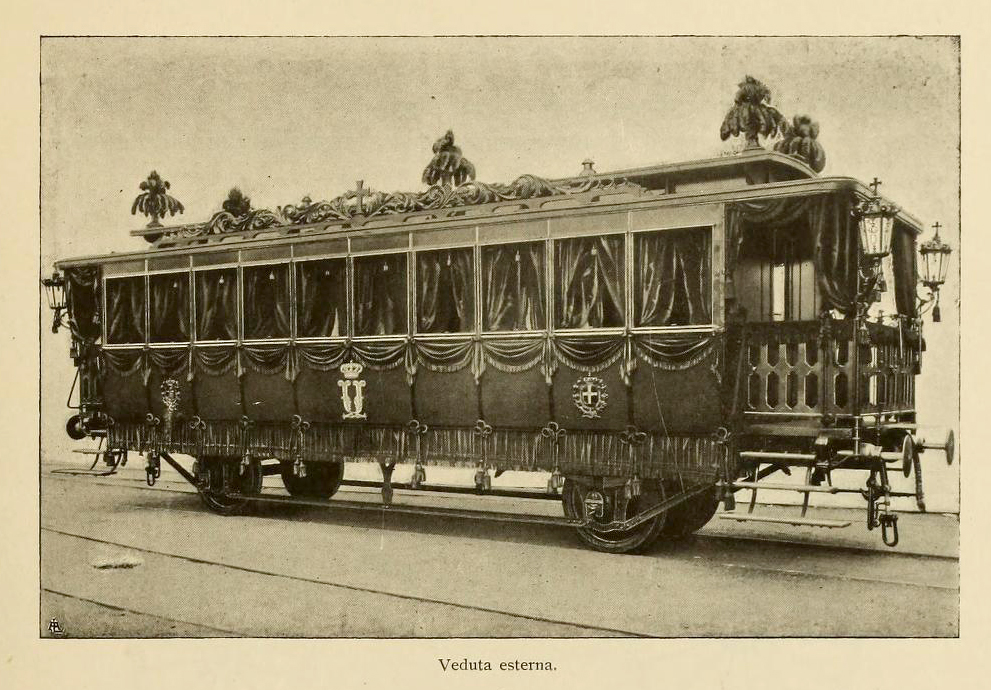
Železníční pohřební vůz pro přepravu těla krále Umberta I. z Monzy do Říma, srpen 1900. Vůz byl postaven v milánských dílnách

Pohřební tramvaj (evidenční číslo 152) vozila v letech 1917–1919 (během první světové války a ještě krátce po ní) z pražských vojenských nemocnic zesnulé vojáky na Olšanské hřbitovy a na Vinohradský hřbitov. Pro její černou barvu a stříbřitě bílé smuteční kříže na bocích, jimiž byla označena, ji Pražané přezdívali Černá Máry. Celkem bylo tímto způsobem přepraveno 1 042 zemřelých vojáků na hřbitovy po celé Praze.

## Podrobněji

### Úvahy a inspirace
Již před vypuknutím první světové války zvažovala pražská radnice tramvajový rozvoz zesnulých především v souvislosti s novým Ďáblickým hřbitovem a s Hostivařským hřbitovem. V roce 1911 dal městský radní Otta Slavík podnět k prvotním úvahám o možnostech spolupráce pražského Pohřebního ústavu a Elektrických podniků královského hlavního města Prahy ohledně využití tramvajové sítě k přepravě zesnulých. Obě organizace v roce 1912 zahájily průzkum, jak danou problematiku řeší v zahraničí a to především v italském Miláně, ve francouzském městě Vincennes u Paříže nebo v Římě či v Buenos Aires. Pražské Elektrické podniky ve svých úvahách počítaly jen s dobudováním odstavných kolejí v osmi vytipovaných lokalitách v různých částech Prahy. Než byl ale celý projekt řádně připraven, vypukla první světová válka a realizace této myšlenky byla odsunuta na neurčito.

### Začátek provozu
Nedostatek koní, zrekvírovaných armádou pro potřeby bojišť první světové války, způsobil logicky nedostatek koňských bryček a potahů (koňských povozů) a velkokapacitní nákladní tramvaje v Praze začaly po metropoli rozvážet uhlí, písek, štěrk, ale i potraviny nebo komunální odpad. V průběhu první světové války jezdilo osmnáct (18!) sanitních tramvají na nádraží, aby zde převzaly zraněné vojáky z fronty od sanitních vlaků k rozvozu do pražských vojenských nemocnic.
Zemřelí vojáci zaplňovali márnice a proto v srpnu roku 1917 požádalo pražské vojenské velitelství o pomoc s jejich transportem Elektrické podniky. Pro převoz celkem čtyř rakví byl upraven do té doby v běžném provozu používaný motorový vůz (zakoupený od výrobce v roce 1900) s evidenčním číslem 152. Přelakován byl lesklým černým lakem (původně měl být ale tmavě modrý), jednotlivé plochy pak byly lemovány ozdobnými bílými (stříbrnými) linkami. Boky pohřebního vozu dostaly velké bílé kříže a ve střešní svítilně, určené pro číslo tramvajové linky, svítil malý ozdobný křížek. Elektrická výzbroj ani podvozek (spodek) motorového vozu nedoznaly žádné změny. Vnitřek vozu byl zbaven lavic a oken. Vozová skříň byla podélně rozdělena na dvě oddělení pro ukládání celkem čtyř rakví, jenž se připevňovaly na výsuvné desky pomocí řemenů. Přístup k rakvím umožňovala odklopná spodní část bočnice vozu. Provoz tramvajového pohřebního vozu byl zahájen v pondělí 22. října 1917 ve tři hodiny odpoledne zkušební jízdou od c. a k. posádkové nemocnice číslo 11 na Karlově náměstí směrem na Olšanské hřbitovy, kde byla vyložena jedna ze dvou převážených rakví a dále pak na Vinohradský hřbitov, kde skončila rakev druhá. Nakládání a vykládání rakví zajišťoval vojenský personál.

### Konec provozu
Konec provozu pražské pohřební tramvaje je datován na 17. června 1919. Během svého necelé dva roky trvajícího provozu přepravila na 1 042 zemřelých vojáků. Po skončení první světové války ztratila tato speciální tramvaj svoje opodstatnění a využití pro potřeby civilního pohřebnictví (jak se o něm uvažovalo v roce 1921) definitivně „pohřbil“ Zákon číslo 242 ze 30. června 1921 a jeho prováděcí nařízení o přepravních daních.

### Po roce 1922
V roce 1922 byl motorový vůz s evidenčním číslem 152 rekonstruován zpět pro dopravu cestujících. Opotřebovaný vůz byl v roce 1933 vyřazen z osobní dopravy, opatřen na čele pražcem s hákem a až do roku 1936 zastával funkci posunovacího vozu v ústředních dílnách strojírny Rustonka, kde posunoval železničními vagóny na vlečce a to do doby, než byly dodány tramvajové lokomotivy. V roce 1936 byl tento motorový tramvajový vůz definitivně vyřazen z provozu.